# Port lotniczy Thaba-Tseka
Port lotniczy Thaba-Tseka (ang. Thaba-Tseka Airport, ICAO: FXTA, IATA: THB) – port lotniczy zlokalizowany w miejscowości Thaba-Tseka, w Lesotho.